# Яковенко Василь Григорович
Василь Григорович Яковенко (15 березня 1889, село Тасеєво Єнісейської губернії, тепер Тасеєвського району Красноярського краю, Російська Федерація — розстріляний 29 липня 1937, місто Москва, тепер Російська Федерація) — радянський діяч, організатор радянського партизанського руху в Сибіру, народний комісар землеробства і народний комісар соціального забезпечення РРФСР. Член Центральної контрольної комісії РКП(б) у 1924—1925 роках. Член ВЦВК і ЦВК СРСР.

## Життєпис
Народився в селянській родині вихідців із України. У дев'ятирічному віці залишився сиротою, працював наймитом. Здобув початкову освіту.
У 1910 році призваний до російської імператорської армії, чотири роки служив в інженерних частинах. З 1914 року брав участь у Першій світовій війні, унтер-офіцер. За власними спогадами, тричі нагороджений Георгіївським хрестом, проте цей факт не має документального підтвердження.
Член РСДРП(б) з липня 1917 року. 
Після демобілізації повернувся до села Тасеєва, наприкінці 1917 року став головою Тасеївської волосної ради Єнісейської губернії.
Після чехословацького заколоту 1918 року, який скинув радянську владу в Сибіру, переховувався у підпіллі. У грудні 1918 року очолив повстання в Тасеєво та організував партизанську боротьбу проти колчаківських військ. Став одним із творців партизанської армії, яка налічувала до 15 тисяч людей. З 1918 до кінця січня 1920 року — голова Ради партизанських армій Північно-Канського партизанського фронту, керував боротьбою з колчаківською владою.
У 1920 році — керівник військово-революційного Штабу Тасеївської радянської партизанської республіки; голова Канського повітового революційного комітету.
У 1920 — січні 1922 року — голова виконавчого комітету Канської повітової ради Єнісейської губернії.
До січня 1922 року — заступник голови виконавчого комітету Єнісейської губернської ради.
5 січня 1922 — 7 липня 1923 року — народний комісар землеробства РРФСР.
7 липня 1923 — 10 травня 1926 року — народний комісар соціального забезпечення РРФСР.
Прихильник НЕПу, підтримував «троцькістсько-зінов'євську» опозицію.
У 1926—1928 роках — член Комітету сприяння народам північних околиць при ВЦВК.
У 1928—1932 роках — голова земельної комісії, голова виборчої комісії приймальної голови ЦВК СРСР.
У 1932—1935 роках — член Президії Державної планової комісії при Раді праці та оборони СРСР.
З 1935 по лютий 1937 року — член Ради, директор Науково-дослідного інституту нових луб'яних культур Народного комісаріату землеробства СРСР у Москві. Автор спогадів «Записки партизана».
9 лютого 1937 року заарештований органами НКВС. 29 липня 1937 року Військовою колегією Верховного суду СРСР за звинуваченням в участі в діяльності контрреволюційної терористичної організації засуджений до страти. Розстріляний того ж дня на цвинтарі Донського монастиря Москви.
Реабілітований 30 червня 1956 року ухвалою Військової колегії Верховного суду СРСР 

## Нагороди
У «Записках партизана» згадується нагородження Василя Яковенка трьома георгіївськими хрестами (орденами Святого Георгія ІІ, ІІІ, ІV ст.), однак у зведених списках кавалерів Георгіївського хреста немає даних про ці нагородження.